# Cereus argentinensis
Cereus argentinensis är en kaktusväxtart som beskrevs av Nathaniel Lord Britton och Joseph Nelson Rose. Cereus argentinensis ingår i släktet Cereus och familjen kaktusväxter. Inga underarter finns listade i Catalogue of Life.

## Bildgalleri

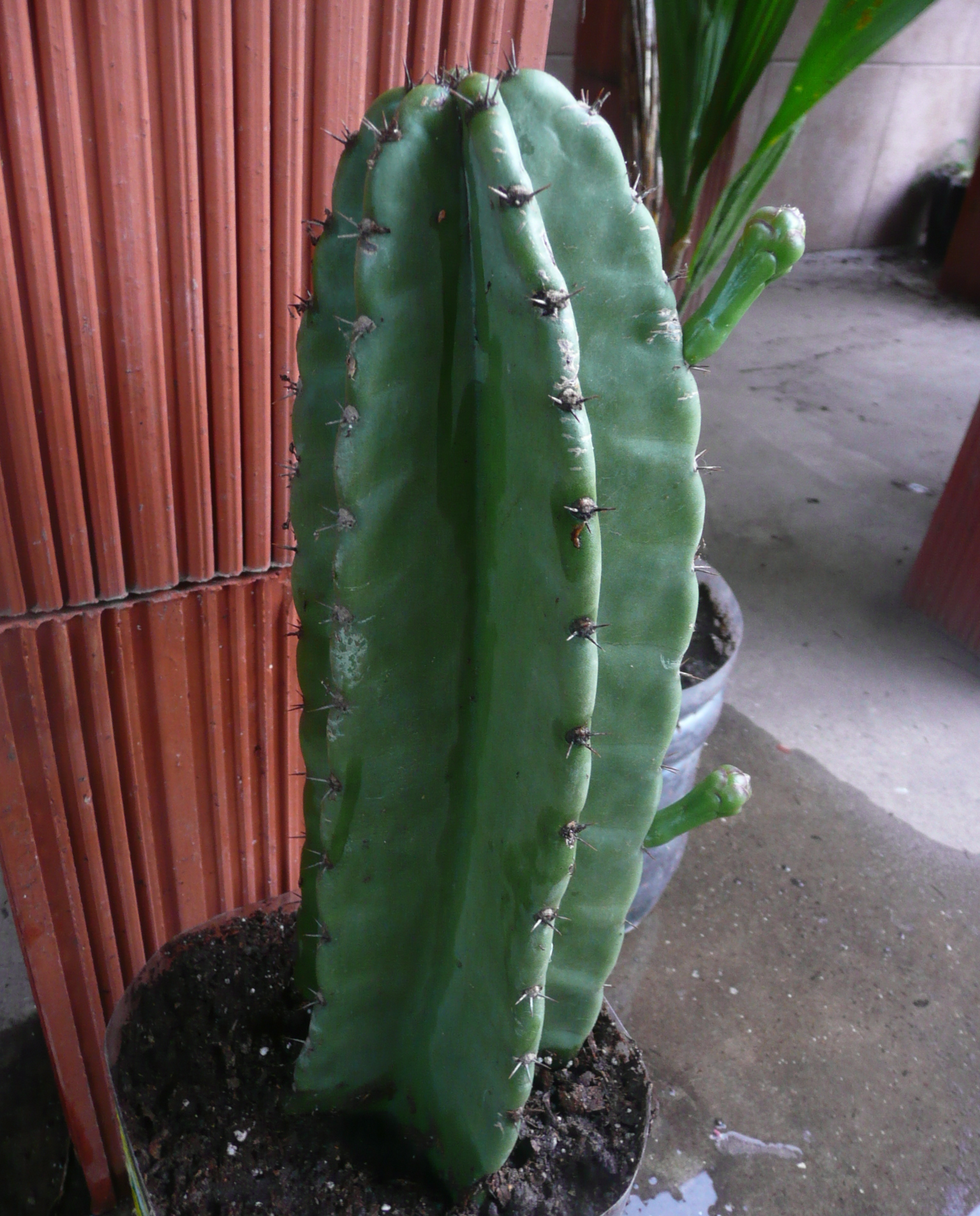